# PaiN Gaming
paiN Gaming é uma organização de esportes eletrônicos brasileira fundada em 2010 por Arthur "PAADA" Zarzur, ex-jogador profissional de Dota 2. Atualmente, a organização possui equipes de League of Legends, Free Fire e Counter-Strike: Global Offensive. A equipe de League of Legends da paiN Gaming disputa o Campeonato Brasileiro de League of Legends (CBLOL), tendo conquistado quatro vezes a competição.
A equipe é uma das mais tradicionais nos esportes eletrônicos do Brasil. A popularidade também é grande nas redes sociais, onde a organização possui mais curtidas que páginas de vários clubes de futebol. Foi a primeira equipe latino-americana a ter uma gaming house e a primeira organização mundial de esportes eletrônicos a ter um programa de sócio-torcedor, que chegou a ter adesão maior que a de times do Campeonato Brasileiro de Futebol.
Vários dos maiores jogadores brasileiros de League of Legends já passaram pela equipe, como Felipe "brTT" Gonçalves e Matheus "Mylon" Borges, e outros revelados, como Gabriel "Kami" Bohm. Isso fez com que a paiN Gaming obtesse enorme popularidade entre as organizações de esportes eletrônicos, alcançando as maiores médias de espectadores em suas partidas.

## História

### Dota
O início da organização paiN Gaming foi em março de 2010 no Defense of the Ancients (DotA), uma modificação de Warcraft III. O elenco inicial era composto de jogadores advindos da CNB e da GameWise. A equipe conseguiu títulos nacionais como a Liga Nacional de DotA, a Masters Series de Curitiba e a SGL Cup. Tiveram no elenco, por um tempo, Felipe "brTT" Gonçalves, que viria a ser um dos destaques da organização no League of Legends anos mais tarde. Seus jogadores tiveram acesso à versão beta do Dota 2 e migraram à nova edição do jogo.
No Dota 2, a equipe foi a mais vitoriosa no Brasil. Venceu as três edições da Brasil Game Cup (cuja final é realizada na Brasil Game Show) entre 2014 e 2016, a X5 Mega Arena de 2014 e 2015 e a primeira etapa da Xtreme League 2015. No cenário internacional, conseguiu resultados expressivos para equipes brasileiras, como a 16ª colocação na Razer Global Challenge e na MYM Prime Defending, sexta colocação na GosuCup e quarta colocação no Bigfoot Dota Summer Cup. No entanto, sempre caiu nas fases de grupos ou nas primeiras eliminatórias. Em 2016, a equipe classificou-se para sua primeira competição presencial no exterior, WESG Global Grand Finals, mas, por desentendimento entre a organização e os jogadores, a divisão foi encerrada e os atletas foram dispensados, disputando a competição sob o nome de "Kingao+4".

### League of Legends

#### 2011–2012
A paiN Gaming fundou sua equipe de League of Legends em dezembro de 2011, a primeira profissional no Brasil, antes mesmo de existir servidor do jogo no país. Gabriel "Kami" Santos, até hoje um dos destaques da divisão do LoL, foi contratado para assumir a rota do meio já em sua fundação.
Na primeira temporada do jogo no Brasil, a paiN não conquistou nenhum grande título, mas ficou em terceiro lugar no Intel Extreme Masters em São Paulo e no primeiro Campeonato Brasileiro, e em segundo no GeForce GTX Invitational, torneio organizado pela empresa NVIDIA. No IEM (Season 6 São Paulo) em 2012, a paiN foi eliminada pela Noob da Net, ficando em 3° lugar, time formado pelo atirador Felipe "brTT" Gonçalves, que fora trazido do time de Dota 2 da paiN, a convite do suporte Gabriel "MiT" Souza, mas foi preterido na disputa do torneio. Após o IEM, brTT, grande destaque da competição, foi chamado à titularidade.
A paiN se classificou para a edição inaugural do CBLOL vencendo o primeiro torneio qualificatório realizado. Com um elenco composto por Taylo "Tittu" Madeira (topo), Thúlio "SirT" Carlos da Silva (selva), Kami (meio), brTT (atirador) e MiT (suporte), atingiram o terceiro lugar, caindo nas semifinais para a vTi Nox e vencendo a Insight na disputa pelo terceiro lugar.

#### 2013
Em 2013, a paiN dispensou MiT, substituído por Martin "Espeon" Gonçalves na posição de suporte, e Tittu, que deu lugar para Fábio "Venon" Guimarães na rota do topo. Com esse elenco, a paiN conquistou seus primeiros títulos em campeonatos presenciais e tornou-se a primeira equipe brasileira a disputar torneios no exterior. Foi a equipe brasileira melhor classificada na edição do Intel Exteme Masters em São Paulo e, com isso, credenciou-se para jogar a etapa Mundial. Entretanto, foi a última colocada de seu grupo com apenas uma vitória em quatro jogos.
No Brasil, os títulos vieram: a BGL (Brasil Gaming League) Arena e, mais importante, o título nacional do CBLoL, com vitória de 3 jogos a 1 sobre a CNB e-Sports Club na final. Com o título no CBLoL de 2013, a paiN teve a oportunidade, então inédita para uma equipe brasileira, de disputar o Desafio International (International Wildcard Qualifier), classificatória internacional para o Campeonato Mundial de League of Legends de 2013. No entanto, a paiN foi derrotada na final pela equipe lituana GamingGear e não foi ao Mundial. Logo após a derrota, Espeon foi dispensado e, em seu lugar, foi contratado Gustavo "Minerva" Queiroz, que até então jogava na rota do meio.
A popularidade atingida pela paiN foi tamanha que a organização venceu enquete internacional promovida pela fabricante de periféricos americana a Razer, desbancando tradicionais equipes estrangeiras como a Counter Logic Gaming e a Alliance, e foi escolhida o "Team Razer 2013". 

#### 2014
Em 2014 começou com um vice-campeonato importante: com o mesmo elenco campeão brasileiro, salvo a troca de Espeon por Minerva, a paiN chegou à final da edição em São Paulo do Intel Extreme Masters da VIII Temporada, realizada na Campus Party e que contou com participação de importantes equipes internacionais. A derrota veio justamente para a Millenium, representante francesa.
Após o torneio, vieram grandes mudanças no elenco: brTT, um dos destaques da organização, deixou a equipe em fevereiro indo para à Keyd Stars, que trouxe dois jogadores da Coreia do Sul, região de maior sucesso no League of Legends mundial. Para seu lugar, veio André "ManolinGuilder" Magalhães", que estava na KaBuM! Após dois meses, disputando apenas um campeonato presencial, ManolinGuilder foi dispensado e, um mês depois, Minerva e Venon tiveram o mesmo destino. Marcelo "owN" Shiwa assumiu o posto de atirador e, a exemplo da Keyd, a paiN também se reforçou com sul-coreanos: Han “Lactea” Gi-hyeon substituiu Venon e Kim “olleh” Joo-sung ocupou o posto que era de Minerva. Yoon "MakNooN" Ha-woon ainda foi contratado como técnico, mas sem deixar a Coreia. Com esse elenco, a paiN chegou à final da Liga Brasileira - Série dos Campeões, torneio oficial realizado pela Riot Games, mas foi derrotada pela Keyd Stars.
No fim de julho, Lactea, atirador de ofício, deixou a rota do topo e substituiu owN, que acabou dispensado, juntando-se a seu compatriota Olleh na rota inferior. O veterano Whesley "Leko" Holler foi anunciado como solo top da paiN. Com essa formação, o time fez boa campanha no início da Final Regional Brasileira, que valia vaga para o Mundial, mas perdeu as semifinais para a CNB por dois jogos a um, tendo vencido o primeiro. Com os destaques coreanos da Keyd de volta a seu país-natal, a paiN, ainda com Lactea e Olleh,  conseguiu três títulos presenciais, tornando-se a segunda equipe mais premiada no ano: Desafio Internacional da X5 Mega Arena, em setembro, Razer Challenge Brasil, em novembro, e o torneio classificatório para a IEM de San José. Todas essas conquistas tiveram como vice-campeã a Keyd Stars que, por sua vez, vencera a paiN na final do Brazil Gaming League em setembro
No MyCNB Awards, prêmio dado pelo portal de esportes eletrônicos MyCNB, a paiN também obteve destaque: Leko, Kami, Lactea e olleh foram eleitos os melhores de suas posições e somente SirT foi o segundo mais votado. Kami foi eleito o melhor jogador e a paiN, melhor equipe e melhor organização.

#### 2015
Em 2015 iniciou-se com reformulações: o CBLoL passou a ter duas etapas distintas e independentes, cada uma garantindo vaga para classificatórias dos eventos internacionais da Riot Games: o primeiro, para o recém-criado Mid-Season Invitational, o segundo, para o Mundial. A paiN, por sua vez, perdeu Lactea e olleh, que não conseguiram renovar seus vistos. brTT foi contratado de volta e Hugo "Dioud" Padioleau, suporte francês, veio ao Brasil para completar a rota inferior. MiT, suporte da paiN até 2012 que treinava a Keyd Stars de brTT, acompanhou o atirador e veio treinar a paiN. Na primeira etapa, o time foi eliminado nas semifinais pela eventual campeã INTZ pelo placar de três a zero e ficou apenas com o terceiro lugar, após vencer a KaBuM! Black.
Com a derrota, Leko deixou a equipe e o bicampeão brasileiro Matheus "Mylon" Borges foi contratado para a rota do topo. Na segunda etapa, a paiN enfim chegou ao bicampeonato: com um desempenho mediano na primeira fase, a equipe na fase eliminatória e revidou os 3 a 0 da favorita INTZ, em final realizada no Allianz Parque.
Com a vitória na segunda etapa, veio a classificação para o Desafio Internacional. Dessa vez, a paiN venceu todas as suas partidas e classificou-se para o Campeonato Mundial de 2015, realizado na Europa. Após derrotas para a coreana KOO Tigers e para a americana Counter Logic Gaming, a campeã brasileira conseguiu vencer a taiwanesa Flash Wolves. No returno, a segunda vitória, novamente sobre a Flash Wolves, não ficou distante, mas os taiwaneses triunfaram no jogo mais longo do campeonato até então. Contra os coreanos, a paiN não teve chance, más, em duelo contra a já eliminada CLG, conseguiu a segunda vitória e encerrou sua participação como a melhor campanha brasileira até então em Mundiais.
O MyCNB Awards, agora com júri composto por casters, jogadores e treinadores, bem como a redação do portal MyCNB, elegeu três jogadores da paiN como os melhores de sua posição: Mylon, Kami (também eleito o melhor jogador pelo júri e pelo voto popular) e brTT. Mylon ainda ficou em terceiro na votação de melhor jogador na votação do júri e em segundo no voto popular. O público ainda elegeu MiT o melhor treinador e novamente a paiN a melhor organização e a melhor equipe de 2015.
Apesar da campanha histórica, a paiN decidiu dispensar Dioud, que voltou à Europa. Para o lugar de Dioud, foi contratado Caio "Loop" Almeida, campeão em 2012, e era esperada a contratação do finlandês Aleksi "H1iva" Kaikkonen, que inclusive chegou a ser anunciado pela equipe, mas desmentiu a contratação. De acordo com um representante da organização, a paiN ainda não fechara a contratação, mas, dado o otimismo na negociação, inscreveu o jogador com a sua anuência. Loop também não pôde defender a equipe: a Riot Games julgou que o suporte fora aliciado a deixar a INTZ, equipe que defendia, em violação à política da empresa. Como punição, Loop e um diretor responsável pelo aliciamento foram suspensos por um ano. A paiN tentou reverter a punição na Justiça, mas teve o pedido negado.

#### 2016–2018
Sem Dioud e H1iva e com Loop impedido de jogar, a paiN contratou para suporte Matheus "Picoca" Tavares, então mais conhecido como streamer, sem experiência competitiva, que atuava principalmente na rota do meio. Na temporada seguinte à da participação no Mundial, a paiN caiu de rendimento e, pela primeira vez na história do CBLOL, não esteve presente nas semifinais, pois caiu nas quartas-de-final para a KaBuM! e-Sports, por 2 a 0. O regulamento ainda determinava que as equipes desclassificadas nas quartas se enfrentassem pela quinta colocação, com a derrotada tendo de disputar a Série de Promoção contra uma equipe do Circuito Desafiante para permanecer no CBLOL. A paiN perdeu por 2 a 1 a série para a RED Canids, que contava com Dioud, mas obteve vitória tranquila contra a Overload e permaneceu no CBLOL.
Na segunda etapa, a paiN contou com três reforços: o suporte Pedro "ziriguidun" Vilarinho, o polivalente Rodrigo "TaeYeon" Panisa e o caçador reserva César "jUc" Barbosa, que atuara como substituto na organização entre 2011 e 2013. ziriguidun entrou no lugar de Picoca e TaeYeon substituiu brTT, considerado o maior astro do LoL brasileiro. A nova formação conseguiu voltar às semifinais, mas caiu para a eventual campeã INTZ por 3 a 2.
Já em 2017, a paiN foi reforçada por uma nova rota inferior: o atirador Pedro "Matsukaze" Gama foi trazido da KaBuM! e Caio "Loop" Almeida, contratado em 2015 e suspenso pela temporada de 2016, finalmente pôde estrear. As semifinais foram novamente alcançadas no primeiro split, mas novamente a paiN cruzou o caminho da campeã (dessa vez, a RED Canids) e acabou eliminada.
Para a segunda etapa, a paiN não contou mais com o caçador SirT, na organização desde 2011, contratado pela Big Gods Jackals, equipe de donos brasileiros que disputa o Circuito Desafiante norte-americano. O reserva Tay, anteriormente conhecido como TaeYeon, assumiu a posição. O técnico MiT também foi dispensado, e o dono PAADA assumiu a posição. jUc, até então reserva na rota do topo, passou a ser assistente técnico e, como as regras do CBLoL proíbem a inscrição oficial do dono da equipe como técnico, passou a orientar os jogadores na fase de banimentos e seleção de campeões. Rafael "Rakin" Knittel passou a representar a equipe apenas como streamer e não atuou como reserva. A paiN, que usara o Tay e Rakin como reservas na etapa anterior, foi a única do split a utilizar somente cinco jogadores na fase de grupos, na qual ficou em quarto lugar e conseguiu, assim, a classificação para as semifinais.
Após o fim do 2º split do CBLOL com o vice campeonato, o topo Matheus "Mylon" Borges anunciou que irá dar uma pausa na sua carreira no competitivo de League of Legends. Para a rota do topo surpreendeu a todos com a contratação de Murilo "takeshi" Alves para a posição, até então atuante da rota do meio, vindo da Keyd Stars, juntamente dele foi anunciada a vinda de Thiago "Tinowns" Sartori para a rota do meio, envolvido numa troca com Rafael "Rakin" Knittel com a CNB.
Em janeiro de 2018 a torcida da paiN foi pega de surpresa após Kami não ser inscrito para o 1º split do CBLOL, tendo então Thiago "Tinowns" Sartori inscrito em seu lugar. Segundo o próprio Kami, foi uma escolha que partiu do próprio atleta, que decidiu se dedicar em outros planos, entre eles seus estudos de aviação. Sobre seu retorno no 2º split, ele deixou incerto sobre seu futuro no cenário competitivo. Outras surpresas foram as inscrições de Fábio "Venon" Guimarães, campeão com a paiN em 2013, como reserva no topo, e de Mônica "Riyuuka" Arruda como suporte reserva. 
| “ | Um pro-player precisa respirar LoL 100% e precisa dedicar seu tempo ao máximo. Por algumas semanas no 2º Split eu não estava, eu me perdi. Descobri que tenho uma paixão por aviação, que tenho o sonho de ser piloto de avião, então eu comecei a estudar e quero seguir isso. Não sei quando, mas eu quero seguir isso como profissão. | ” |

| “ | Não sei se vou voltar, não sei se não vou voltar. Eu sei que é arriscado, sei que é um negócio incerto, mas é uma oportunidade (estudar a aviação). Estou seguro na decisão que tomei. | ” |

Em 11 de março de 2018, de forma inédita em sua história a paiN Gaming foi rebaixada para o Circuito Desafiante, a segunda divisão do League of Legends competitivo do Brasil, durante o 1º split do CBLOL a equipe obteve seis derrotas e apenas uma vitória.
Após o inédito rebaixamento em sua história, a paiN reformulou sua equipe por completo visando seu retorno ao CBLOL, toda a comissão técnica da equipe foi dispensada. O topo Murilo "takeshi" Alves que havia sido contratado no começo do split, acertou sua saída do time, juntamente do caçador Rodrigo "Tay" Panisa e o suporte Caio "Loop" Alves, que acertaram com INTZ e RED Canids. Para seus lugares foram contratados o topo Marcelo "Ayel" Melo , caçador Carlos "nappon" Rücker e o retorno do suporte francês Hugo "Dioud" Padioleau. Para a comissão técnica foi contratado Thiago "Djoko" Maia, vice-campeão brasileiro pela CNB em 2016.
Ao longo do Circuito Desafiante a paiN Gaming obteve a melhor campanha na fase regular de pontos, obtendo a classificação para os playsoffs, enfrentando seu algoz da final do CBLOL de 2017, a Team oNe. Após vencer os "golden boys", a paiN se classificou para a final contra a surpresa da competição, a Redemption eSports de Porto Alegre e acabou por ser surpreendida e perdendo a grande final por 3 a 0, perdendo a chance da classificação direta para o CBLOL de 2019, restando apenas o relegation (série de acesso) contra o segundo pior colocado do CBLOL, a INTZ. Porém novamente a paiN é derrotada, e assim, permanecendo mais um split no Circuito Desafiante.

#### 2019–2020
Após um 2018 criado por expectativas com resultados frustantes com a permanência no Circuito Desafiante, a paiN veio novamente com força máxima para se reerguer e retorna à elite do League of Legends no Brasil, apostando em nomes conhecidos no cenário como o caçador Gustavo ''Minerva'' Queiroz, que já havia atuado na equipe em 2013–2014 como suporte e o suporte Eidi "esA" Yanagimachi, vindo do Flamengo nos lugares de "Nappon" e "Dioud" que anunciaram pausa em suas carreiras.
Novamente a equipe teve destaque na fase regular de pontos do Circuito Desafiante, se classificando para a grande final diante da Team One, se consagrando campeã e se garantindo seu retorno ao CBLOL após um ano fora.
Visando a preparação para o CBLOL e disputar o título e se classificar para o Worlds na Europa, a paiN anunciou a contratação de Felipe "Yang" Zhao para a rota do topo e a renovação do topo Ayel, do caçador Minerva, do meio Tinowns, do atirador Matsu e do suporte esA. Além disso, a paiN anunciou um patrocínio histórico com a Coca Cola, sendo a primeira equipe de esportes eletrônicas a ser patrocinada pela marca americana. Novamente criou-se muita expectativa em cima do time, mas a paiN não obteve a classificação para os playoffs do CBLOL e encerrando sua participação no segundo split de 2020. Visando novos investimentos para a próxima temporada e conquistar títulos, a paiN Gaming firmou outro forte patrocínio, a montadora alemã BMW.
Em setembro de 2019 após dois anos fora do competitivo, o meio Gabriel "Kami" Bohm anunciou seu retorno para a temporada de 2020, dividindo posição com Thiago "tinowns" Sartori.
| “ | Prometo não desapontá-los. A jornada de preparação em busca da minha melhor versão começa hoje. Estou de volta no controle. | ” |

Além do retorno de Kami foi anunciada a contratação de dois coreanos, o caçador Yoon "SeongHwan" Seong-hwan e o suporte Kim "key" Han-gi, ambos vindo da LCK, primeira divisão de League of Legends na Coreia do Sul, além do técnico  Sin "Xero" Hyeok. Saíram Marcelo "Ayel" Melo, emprestado a RED Canids, o atirador Pedro "Matsu" Gama e o suporte Eidi "esA" Yanagimachi, indo para Falkol e Havan Liberty, respectivamente. Em dezembro depois de três anos o atirador Felipe "brTT" Gonçalves, campeão pela equipe em 2013 e 2015, retornou a paiN para a temporada de 2020, após ser campeão brasileiro pelo Flamengo e eleito o melhor jogador da posição em 2019.
| “ | Refleti sobre meu futuro e queria encontrar paz olhando no meu passado. Todos os times que passei eu tive glória, e guardo no meu coração cada uma das torcidas gritando pelo meu nome... Nem todas. Eu precisava tomar uma decisão sobre o futuro, e talvez seja voltando ao passado. | ” |

Com altas expectativas com a montagem do elenco para o primeiro split do CBLoL com as chegadas dos coreanos Kim "Key" Han-gi e Yoon "SeongHwan" Seong-hwan, além das permanências dos jogadores consagrados dentro do cenário brasileiro Thiago "Tinowns" e Felipe "Yang", a paiN Gaming acabou sendo uma decepção no decorrer do campeonato, culminando com a não classificação dos tradicionais para os playoffs daquele split. Para o segundo split, brTT permaneceu na equipe junto do meio Tinowns apostando numa reformulação no elenco tendo eles dois como pilares, trazendo junto ao time nomes conhecidos no cenário, como o topo Leonardo "Robo" Sousa vindo da Vivo Keyd e que foi campeão com brTT em 2017 pela Red Canids e em 2019 pelo Flamengo Esports e o retorno do suporte Eidi "esA" após um split na Havan Liberty, reeditando a parceria com brTT já que haviam jogado juntos no Flamengo, para a selva trouxeram Marcos "CarioK" Oliveira da Havan Liberty, considerado uma grande promessa do cenário.
Com o elenco reformulado, a paiN se mostrou um time dominante durante a fase de pontos do segundo split do CBLoL, em que terminou em primeiro lugar com 14 vitórias e apenas sete derrotas e voltando a disputar um playoff que não acontecia desde 2017. Nos playoffs enfrentaram a Prodigy numa série emocionante com cinco jogos, a equipe se classificou para a grande final do segundo split contra a INTZ, reeditando a final de 2015 realizada no Allianz Parque. Porém na final realizada em São Paulo no terraço de um prédio próximo a Ponte Estaiada, brTT e companhia acabaram derrotados para o time da INTZ por 3 a 1.
Durante ambos splits de 2020 muito se questionou quanto ao retorno de Gabriel "Kami" no League of Legends, após o fim do segundo split em vídeo, o histórico meio dos tradicionais anunciou que estava se aposentando definitivamente do cenário competitivo do LoL, visto que havia anunciado uma pausa durante 2018 até 2019. Em seu anúncio, "Kami" explicou que competir dentro do rift não fazia mais parte dos seus sonhos e que não teria a mesma vontade e ambição de anos anteriores. Kami estava na organização desde sua fundação, conquistou dois títulos de CBLoL em 2013 e 2015, dois vice campeonatos em 2014 e 2017 e uma participação no Mundial em 2015, ocupou a posição da rota do meio desde então, até compartilhar com "Rakin" em 2017 e deixá-la para "Tinowns" quando foi contratado em 2018 após o ex-jogador anunciar sua pausa naquela época. Sendo assim, o último jogo de Gabriel "Kami" pela camisa dos tradicionais foi contra a Team oNe em 2017 na final do CBLoL.
| “ | Antes de parar de jogar, eu só sabia o que era League of Legends, e era muito fácil isso. Depois que eu parei, tive outras experiências, me mudei, viajei, fiz novos amigos e percebi que eu gostava muito de jogar com meus bonecos esquisitos e não ter a responsabilidade de jogar sempre com os mesmos campeões e a rotina de treino, que era extremamente puxada. | ” |

| “ | Quando eu parei de jogar, percebi que podia ser feliz fazendo outras coisas, o que deixa mais estranho na minha cabeça o fato de eu ter decidido voltar a jogar. Foi um erro, mas eu apertei o gatilho e tenho que viver com as consequências disso, que foram muito pesadas para mim naquele momento. Era muito estranho, porque eu estava há muito tempo sem jogar, mas o mais grave é que eu não via como me encontrar, eu estava só indo, mas não era eu, não era o Kami de antigamente, era alguma outra pessoa. | ” |

#### 2021
Para o primeiro split de 2021 com a chegada das franquias ao CBLoL os tradicionais optaram por poucas mudanças na equipe, para reforçar a equipe dos tradicionais foi contratado Han "Luci" Chang-hoon, velho conhecido de brTT que atuou junto com o atirador no Flamengo Esports, onde foram campeões brasileiros em 2019, como também a chegada do técnico turco Ahmet "Nova" Yılmaz. Ao decorrer do split muito se criticou a equipe quanto a seu desempenho e por acumularem muitas derrotas no começo do campeonato, foi questionada pela torcida principalmente a contratação de Luci, visto que o time tinha um desempenho melhor quando tinha esA na equipe em virtude de poder ter uma comunicação totalmente em português. Apesar desse começo conturbado, o time conseguiu evoluir durante o campeonato e conquistou a classificação para os playoffs do CBLoL na quinta colocação.
Com o novo formato de playoffs e mais times se classificando, a paiN teve um caminho mais longo durante o mata-mata da competição. Nas quartas enfrentaram a equipe da LOUD, em que fizeram história após aplicar o primeiro reverse sweep, em português varrida reversa, da história nos playoffs do CBLoL, em que saíram perdendo por 2 a 0 a série e saíram vitoriosos após vencer por 3 a 2 e se classificando para a semifinal. Na semifinal, brTT reencontrou sua ex-equipe, o Flamengo, e novamente numa emocionante série de cinco jogos, com grande atuação do caçador CarioK, os tradicionais partiram rumo a sua sexta final de CBLoL e o atirador em sua nona final.
Na final realizada de forma online em 18 de abril, a paiN Gaming venceu a Vorax por 3 a 1 e voltou a levantar a taça de campeão do CBLoL após seis anos, sendo o terceiro título da organização em sua história.
Com a conquista a equipe se classificou para o Mid Season Invitational disputado na cidade de Reykjavík, na Islândia. No torneio, a equipe esteve no grupo B juntamente com os europeus da MAD Lions, o PSG Talon de Taiwan e os turcos da Istambul Wildcats. No primeiro turno, após um começo de jogo difícil a equipe conseguiu a virada e venceu na estreia a Istambul Wildcats, depois disso, duas derrotas para o PSG Talon e para a MAD Lions sendo que nesse último confronto a equipe esteve muito próxima da vitória chegando a deixar o Nexus exposto, porém a equipe acabou perdendo a última luta e a partida. No segundo turno, disputado em apenas um dia, a paiN perdeu novamente para o PSG Talon e decidiu sua classificação contra a MAD Lions. Após um início de jogo promissor, a equipe acabou perdendo algumas pequenas lutas e objetivos e acabou tomando a virada dos europeus e assim perdendo qualquer chance de classificação. No último jogo do torneio, a equipe enfrentou a também já eliminada Istambul Wildcats e encerrou sua participação com uma vitória convincente sobre os turcos, garantindo a terceira colocação no grupo e melhorando o desempenho da região brasileira em torneios internacionais. 

#### 2022–2023
A paiN Gaming chegou às duas finais do CBLOL de 2022, porém não obteve o título em ambas, perdendo por 3x2 contra a RED e por 3x0 contra a LOUD. No entanto, a equipe venceu seu primeiro CBLOL Academy durante a segunda etapa do ano e conquistou o primeiro torneio feminino oficial da Riot Games, o Ignis Cup. Após o título feminino, a paiN Gaming se tornou a primeira equipe a vencer todas as competições nacionais organizadas pela Riot Games, como o CBLOL e o Academy, o extinto Circuito Desafiante e a Ignis Cup.
Para o primeiro split de 2023, a organização manteve os mesmos jogadores do elenco principal de 2022, alterando apenas a posição de atirador, na qual Matheus "Trigo" Nobrega foi transferido para o time da FURIA, e em seu lugar foi contratado o sul coreano Ju "Bvoy" Yeong-hoon. Ao decorrer da fase de pontos a organização apresentou dificuldades para angariar vitórias, mas apresentou boa recuperação na segunda metade da fase de pontos, resultando na classificação em primeiro lugar para os playoffs. Devido a sua posição na fase de grupos, a organização pode escolher qual adversário enfrentar no primeiro jogo da chave superior, optando por enfrentar a RED Canids. O time venceu a matilha por 3x0, e enfrentou a LOUD na Final da Chave superior, sendo derrotada por 3x1 e caindo a para a chave inferior. Na final da chave inferior, a paiN Gaming ganhou de 3x2 contra a Los Grandes, em um jogo em que os tradicionais saíram na frente nos dois primeiros jogos, mas a Los levou a série até o quinto jogo. A Grande Final do 1° Split de 2023 ocorreu no dia 21 de abril, nos estúdios Riot, e acabou sendo uma reedição da final do 2° Split de 2022, na qual os tradicionais enfrentaram a LOUD. A paiN Gaming acabou sendo derrotada por 3x0, encerrando o split como vice-campeã.
Após a derrota no primeiro split de 2023, novamente por 3x0 contra a LOUD, a paiN se despediu do suporte Yan "Damage" Sales Neves, e permaneceu com o, até então, suporte reserva Fábio "ProDelta" Luis Bezerra, junto com os demais jogadores e comissão Técnica. Essa mudança foi muito questionada pelos fãs da organização e pela comunidade do jogo, esperando que haveria uma mudança maior no time, após 3 finais de campeonato perdidas com a mesma base do elenco.
As mudanças acabaram que não foram suficientes para a tradicional ter um melhor desempenho nas finais. Depois de 2 finais, contra a LOUD, as duas esquipe se encontraram novamente na final do segundo split. Porém o final não foi um dos melhores, nessa decisão a tradição conseguiu vencer um jogo, fechando em 3x1 para a LOUD.

#### 2024
Para o ano de 2024, a organização se despediu de "Bvoy" e "ProDelta", e contratou o atirador Alexandre "Titan" Lima, da Red Canids, após muitas especulações e uma suposta oferta de última hora cobrindo a proposta da Kabum. Logo após a contratação de Titan, a paiN contratou o sul-coreano Choi "Kuri" Won-Yeong a pedido do atirador, que retornou ao Brasil após tirar alguns meses para tratar de problemas de saúde mental após ter saído da RED Canids no meio do split. Sarkis, anteriormente treinador do time Academy e do time inclusivo, assumiu a posição de treinador principal, no lugar de Dionrray que saiu da organização. O treinador Xero e os demais jogadores, Wizer, dyNquedo e CarioK, permaneceram no time principal. Apesar da contratação do novo atirador, que assumiu uma posição considerada muito valiosa na equipe considerando o legado de brTT, a equipe ainda não conseguiu derrotar a LOUD e acabou perdendo na final novamente para o time verde, desta vez por um placar de 3-2.
Para o segundo split, a equipe permaneceu a mesma. Eles chegaram novamente na Grande Final pela primeira vez em 2 anos sem ser contra a LOUD, que havia sido eliminada pela RED Canids na Chave Inferior dos Playoffs. Enfrentando a Vivo Keyd Stars, venceram com facilidade a equipe adversária por 3-1 e se classificaram para o Mundial de 2024. Conforme revelado por TitaN em entrevistas após a final, a diferença entre os splits foi devido à mudança de postura do coach coreano com o time, que passou a exigir de maneira menos crítica resultados da equipe e facilitou o clima e a união das ideias dos jogadores com as ideias dos treinadores. 
No Mundial de 2024, a equipe atingiu um feito histórico: chegou ao Evento Principal do campeonato após quase 8 anos do fim da International Wildcard Qualifier (IWCQ) em 2016. 

### paiN Ignis
Em 2022, a paiN Gaming formou um time para participar da Ignis Cup, o primeiro campeonato inclusivo de League of Legends e organizado pela Riot Games Brasil. O primeiro time inclusivo da paiN foi formado por: Alessandra "Flower" Ribeiro, Luma "Luma" Victória, Ana Julia "Cuteness" Cayuela, Tainá "Yatsu" dos Santos e Giovana "Luna" Lunardelli, com Matheus "Sarkis" Guimarães Sarquis como Treinador. Em seu primeiro campeonato, o time se consagrou como campeão, em uma final contra a equipe da Raizen Jinx, onde venceu por 3x0.
Para o ano de 2023, Pedro "Totoro" Rossi assumiu como treinador do elenco, e mantendo a composição de jogadoras até a metade do ano. Dos splits disputados, a equipe chegou nas duas finais do ano, perdendo a primeira de 3x1 para a equipe da Coven Bats e vencendo a segunda final por 3x1 contra a Rise Gaming. Além disso, a equipe também participou das qualificatórias da Ignis Academy, mas não se classificou para o evento principal. A equipe participou também da segunda etapa da liga Zide Fem, organizada pela produtora argentina de mesmo nome, onde se classificou para os playoffs no grupo B com 3 vitórias e 1 derrota, e acabou terminando como a grande campeã após derrotar a Abstract por 3x0 na final. No final do ano, a equipe ainda foi convidada para participar do campeonato beneficente CBOLÃO, organizado pelo ex-jogador Baiano.
Em 2024, a equipe participou apenas da primeira etapa da Ignis Cup, que venceu por 3x1 contra a Rise Gaming novamente. A equipe anunciou a saída de diversas jogadoras do elenco e desfez a equipe antes da segunda etapa começar.

## Títulos
| Menu de modalidades | Menu de modalidades | Menu de modalidades |
| ------------------- | ------------------- | ------------------- |
| League of Legends   | Counter‑Strike 2    | Free Fire           |

### League of Legends

#### Títulos nacionais
- Campeonato Brasileiro de League of Legends (CBLOL) – 4 títulos (2013, 2015 II, 2021 I e 2024 II). A paiN conquistou seu primeiro título ao bater a CNB por 3 – 1 em 2013, repetiu o feito no segundo split de 2015 ao varrer a INTZ por 3 – 0, voltou a erguer o troféu no 1º split de 2021 ao superar a Vorax por 3 – 1 e se tornou tetracampeã ao derrotar a Vivo Keyd Stars por 3 – 1 no 2º split de 2024.[140][141]
- Circuito Desafiante – 1 título (2019 I). O time venceu a Team oNe por 3 – 0 na final do “Circuitão” 2019 e garantiu o retorno à elite do LoL brasileiro.[142]
- Superliga ABCDE – 1 título (2019). Na decisão de 2019, virou a série sobre a Prodigy Esports por 3 – 2 e levou a terceira edição da Superliga.[143]
- CBLOL Academy – 2 títulos (2022 II e 2024 I). A equipe academy varreu a RED Canids por 3 – 0 no segundo split de 2022 e conquistou o bicampeonato ao vencer a Vivo Keyd Stars por 3 – 1 no primeiro split de 2024.[144][145]
- Ignis Cup – 3 títulos (2022, 2023 II e 2024 I). A formação inclusiva da paiN levantou o título inaugural em 2022 com uma série de 3 – 0 sobre a Raizen, conquistou o bicampeonato em 2023 ao virar a final contra a Rise Gaming por 3 – 2 e repetiu a dose em 2024 ao derrotar novamente a Rise por 3 – 1.[146][147][148]

#### Títulos internacionais
- International Wildcard Tournament – 1 título (Chile 2015). A paiN derrotou a Kaos Latin Gamers por 3 – 0 em Santiago e garantiu vaga no Campeonato Mundial.[149]
- America Challengers – 1 título (2024). A equipe academy conquistou o torneio inter‑regional de 2024 ao vencer a Fear X Starforge da NACL por 3 – 2.[150]

### Counter‑Strike 2

#### Principais títulos
- Global Esports Tour Rio – 1 título (2024). A paiN levantou a taça do GET Rio ao vencer a Imperial por 2 – 1, ficando com o prêmio de US$ 100 mil.[151]
- Copa Game Arena – 1 título (2023). No primeiro torneio da Copa Game Arena a equipe derrotou a ODDIK por 2 – 1, com parciais de 16‑13 (Nuke), 15‑19 (Vertigo) e 19‑16 (Anubis), e faturou R$ 40 mil.[152]
- BR League – 1 título (2019). Na final da BR League 2019, a paiN superou a RED Canids por 2 – 0 e conquistou seu oitavo troféu da temporada.[153]
- BLAST Premier: Spring American Showdown – 1 título (2022). A equipe derrotou a FURIA Esports por 2 – 0 (22‑20 em Vertigo e 16‑8 em Inferno) na final para garantir vaga nas finais de primavera.[154]
- ESL Challenger Melbourne – 1 título (2022). No torneio disputado em Melbourne, venceu a Imperial por 2 – 1 e ficou com o título.[155]

### Free Fire
- CPN Season 4 (emulador) – 2021. O elenco Faz o P (Dantes, Rekkon, Fallen, Toxplay, guizin e o coach Metabala) conquistou o bicampeonato da CPN 4, faturando R$ 25 mil.[156]
- Liga Brasileira de Free Fire – Série B – 2022. A paiN venceu a Série B da LBFF 7 e garantiu retorno à elite após dominar as nove quedas da final.[157]